# Amok
Amok (av malajiska meng-âmok, döda i vilt raseri) kallas ett kulturspecifikt transtillstånd som påminner om bärsärkaraseri. Tillståndet kallas av malajerna mâta glap ('förmörkat öga'), och den som förr led av det ansågs fredlös, det vill säga kunde strafflöst dödas. Amok är det samma som mordraseri och har haft en särskild position hos folkslaget malajer. Den rasande försöker döda alla som kommer i dennes väg tills personen själv blir dödad. Amok ses som en form av självmord. Det används i uttrycket löpa amok.